# Nanterre
Nanterre je grad u Francuskoj, na obalama Seine, s 87 800 stanovnika (2005., ubraja se u Pariško, metropolitansko područje 11,174.743).Nalazi se na zapadu pokraj Pariza odnosno pokraj poslovne četvrti La Défense. 
Ima tri RER stanice: Nanterre Université, Nanterre Ville i Nanterre Préfecture.

## Geografija
Nanterre je grad zapadnog predgrađa Pariza.
Četvrt La Défense, jedna je od glavnih poslovnih četvrti Europe, proteže se dijelom u Nanterru a ostatak je podijeljen između predgrađa Courbevoie i Puteaux. Grad Nanterre obuhvaća također i jedno od najvećih sveučilišta Pariške regije: Sveučilište Pariz Zapad - Nanterre La Défense.
Ovaj grad na obali Sene (Seine) je prefektura departmana Gornja Sena (Hauts-de-Seine)(broj departmana: 92). Nekadašnja dolina tog naziva sada je grad koji se proteže uz Senu od brda Mont Valérien do nekadašnje uzvisine La Défense.

## Gradovi prijatelji
Gradovi-prijatelji su:
- Watford
- Craiova
- Žilina
- Pesaro
- Veliki Novgorod
- Tlemcen

## Vanjske poveznice
- Nanterre
- http://www.nanterre.fr/